# Nitazener
Nitazener (en nitazenes) är en potent klass av syntetiska opioider som inte är godkända för medicinskt bruk och som 2023 (eller 2024). narkotikaklassades i Sverige. De anges vara selektiva μ-opioidreceptorer.
Nitazener kallas även bensimidazol-opioider och har en ovanlig benzimidazol-struktur. Andra benämningar är "opioid NPS" (opioid New Psychoactive Substances).
Olika preparat (generika) är exempelvis etonitazen (finns tre olika), isotonitazen och brorphine. Flera av preparaten har under sent 1950-tal uppfunnits i det Schweiziska företaget CIBAs forskningslaboratorier. Ett i Sverige 2024 aktuellt preparat är  metonitazen. Nitazener tillverkas främst i Kina och Indien.
Dessa opioider medför en hög risk för överdos på grund av deras exceptionella styrka som är upp till 1000 gånger starkare än morfin och de är mycket beroendeframkallande. Vid missbruk kan de orsaka allvarliga hälsoproblem, inklusive sänkt medvetandegrad och andningsdepression.